# Valsgarth
Valsgarth is een buurtschap op het Schotse eiland Unst, het noordelijkste van de Shetlandeilanden. De plaats ligt ongeveer een kilometer ten noordoosten van Haroldswick. Direct ten noorden van Valsgarth was van 1957 tot 2006 RAF Saxa Vord gevestigd, een radarstation van de Britse luchtmacht.